# Stephan Ambrosius
Stephan Ambrosius, né le 18 décembre 1998 à Hambourg (Allemagne), est un footballeur international ghanéen qui évolue au poste de défenseur central au FC Saint-Gall.

## Biographie

### En club
Commençant sa formation au FC St. Pauli, il part au Hambourg SV à l'âge de 13 ans. Il passe par toutes les catégories de jeunes avant d'intégrer la première équipe en février 2018. Il fait ses débuts en Bundesliga le 31 mars 2018, lors d'un match nul (1-1) sur la pelouse du VfB Stuttgart. C'est son seul et unique match joué en championnat cette saison là. Le club est relégué pour la première fois de son histoire en deuxième division au terme de la saison. 

### En sélection
Le 12 novembre 2020, il reçoit sa première sélection en équipe d'Allemagne espoirs, en amical face à la Slovénie (score : 1-1).